# Роман Контшек
Роман Контшек (словац. Roman Kontšek; 11 червня 1970, м. Жиліна, ЧССР) — словацький хокеїст, лівий нападник.
Виступав за «Дукла» (Тренчин), «Железарни», «Гавіржов Пантерс», ХК «Ріттен», МсХК «Жиліна», ХК «Кошиці».
У складі національної збірної Словаччини провів 66 матчів (23 голи); учасник зимових Олімпійських ігор 1994, учасник чемпіонатів світу 1994 (група C) і 1997. У складі молодіжної збірної Чехословаччини учасник чемпіонату світу 1989. У складі юніорської збірної Чехословаччини учасник чемпіонатів Європи 1987 і 1988.
Досягнення
- Чемпіон Чехословаччини (1992)
- Чемпіон Словаччини (1994, 2006), срібний призер (1995).